# Grace Brown (kolarka)
Grace Brown (ur. 7 lipca 1992 w Camperdown) – australijska kolarka szosowa. Mistrzyni olimpijska w jeździe indywidualnej na czas (2024), mistrzyni świata w tej samej konkurencji (2024).

## Kariera
Pierwszy sukces w karierze osiągnęła w 2018 roku, kiedy zdobyła złoty medal w indywidualnej jeździe na czas i srebrny w wyścigu ze startu wspólnego podczas kolarskich mistrzostw Oceanii w Tasmanii. Na igrzyskach olimpijskich w Tokio w 2020 roku zajęła czwarte miejsce w indywidualnej jeździe na czas. Na rozgrywanych w 2022 roku mistrzostwach świata w Wollongong zdobyła srebrny medal w tej samej konkurencji, przegrywając tylko z Holenderką Ellen van Dijk. W tym samym roku wygrała też indywidualną jazdę na czas na igrzyskach Wspólnoty Narodów w Birmingham. Ponadto wygrała klasyfikację generalną Women’s Tour Down Under w 2023 roku i była druga w The Women’s Tour w 2022 roku.
W 2024 wystąpiła w barwach Australii na Letnich Igrzyskach Olimpijskich w Paryżu, gdzie w jeździe indywidualnej na czas zdobyła złoty medal. Na mistrzostwach świata w 2024 zdobyła złoty medal w jeździe indywidualnej na czas.